# Торба, Максим Осипович
Максим Осипович Торба (1900 год, село Крезское, Харьковская губерния, Российская империя — 1958 год, СССР) — председатель колхоза «Возрождение», Герой Социалистического Труда (1948).

## Биография
Родился в 1900 году в селе Крезское Харьковской губернии. Закончил сельскохозяйственный техникум в Саратове, после чего с1934 года работал агрономом в Серташской МТС Оренбургской области. Позднее переехал в Казахскую ССР, где работал в Тюлькубасской МТС Чимкентской области. Участвовал в Великой Отечественной войне. После демобилизации с 1946 года по 1952 год работал агрономом в колхозе «Возрождение». Позднее был назначен председателем управления колхоза «Возрождение».
В 1946 году благодаря трудовой деятельности Максима Торбы колхоз «Возрождение» выполнил план по сбору пшеницы на 101 %, в 1947 году колхоз перевыполнил план на 169 %. В 1947 году колхоз собрал по 17 центнеров пшеницы со всей засеянной площади при плане 10 центнеров. Озимой пшеницы было собрано по 30 центнеров с гектара. За этот доблестный труд по сбору урожая он был удостоен в 1948 году звания Героя Социалистического Труда.

## Награды
- Герой Социалистического Труда — Указом Президиума Верховного Совета от 29 марта 1948 года.
- Орден Ленина (1948);
- Орден Красной Звезды.

## Источник
- Герои Социалистического труда по полеводству Казахской ССР. Алма-Ата. 1950. 412 стр.